# Ranjuo Tomblin
Ranjuo Tomblin (25 settembre 2005) è un nuotatore artistico britannico.

## Palmarès
- Mondiali

Singapore 2025: bronzo nel duo misto libero
- Europei

Belgrado 2024: oro nel solo libero, argento nel solo tecnico, bronzo nel duo misto libero e nel duo misto tecnico
Funchal 2025: oro nel solo tecnico, argento nel duo misto tecnico, bronzo nel solo libero e nel duo misto libero
- Giochi europei

Cracovia 2023: bronzo nel duo misto libero e nel duo misto tecnico

### Coppa del Mondo
- 9 podi:
  - 3 vittorie (2 nella gara individuale e 1 nel duo)
  - 2 secondi posti (2 nella gara individuale)
  - 4 terzi posti (2 nella gara individuale e 2 nel duo)

#### Coppa del mondo - vittorie
| Data             | Luogo   | Paese   | Disciplina      |
| ---------------- | ------- | ------- | --------------- |
| 28 febbraio 2025 | Parigi  | Francia | Singolo tecnico |
| 1 marzo 2025     | Parigi  | Francia | Duo tecnico Mx  |
| 1 marzo 2025     | Markham | Canada  | Solo tecnico    |